# Déformation professionnelle
L'expression déformation professionnelle indique une attitude qui est apprise à l'occasion de l'exercice d'un métier et qui a été progressivement appliquée aussi au monde de la vie privée.
Par exemple, on pourrait s'imaginer le comportement doctoral d'un professeur pendant qu'il parle à ses enfants ou à sa femme, ou le policier qui voit des criminels partout.

Dans son film Orphée, Jean Cocteau va même jusqu'à imaginer une déformation professionnelle s'appliquant encore aux individus récemment décédés (en l'occurrence, un vitrier).
L'expression « déformation professionnelle » a probablement été créée par le sociologue belge Daniel Warnotte (de) ou par le sociologue américain Pitirim Sorokin[réf. nécessaire].
Selon une phrase attribuée à Abraham Maslow, « Pour qui ne possède qu'un marteau, tout ressemble à un clou » (voir loi de l'instrument).